# مومن أنصاري
مومن أنصاري أو الأنصاري (بالأوردية مومن أنصاري)، هي جماعة مسلمة، تتواجد في غرب وشمال الهند (11,030,000) وفي أقليم السند في باكستان (4,007,000), وفي بنغلاديش (1,168,000). ويوجد عدد صغير من الأنصاريون في منطقة تيراي في النيبال (34,000)،وأما في أفغانستان فهم أقلية صغير جدًا (1,700). ويعرفون في غرب وشمال الهند باسم الأنصاري، بينما في ولاية ماهاراشترا يعرف المجتمع باسم مومين. ويعود أصل الأنصاريون إلى الجزيرة العربية من قبائل الأنصار. وينتشر مجتمع الأنصاري في جميع أنحاء غرب وشمال الهند، ويتمركزون بشكل كبير في منطقة فاراناسي التابعة لولاية أتر برديش، حيث تعتبر المركز الأساسي لمجتمعهم. ويقال إن الأنصاري في تلك المدينة يشكلون ثلث سكان المدينة. وتشمل أحياء الأنصاري الهامة في المدينة، مادانبورا، أدامبورا و جايتبورا.